# Joslyn Art Museum

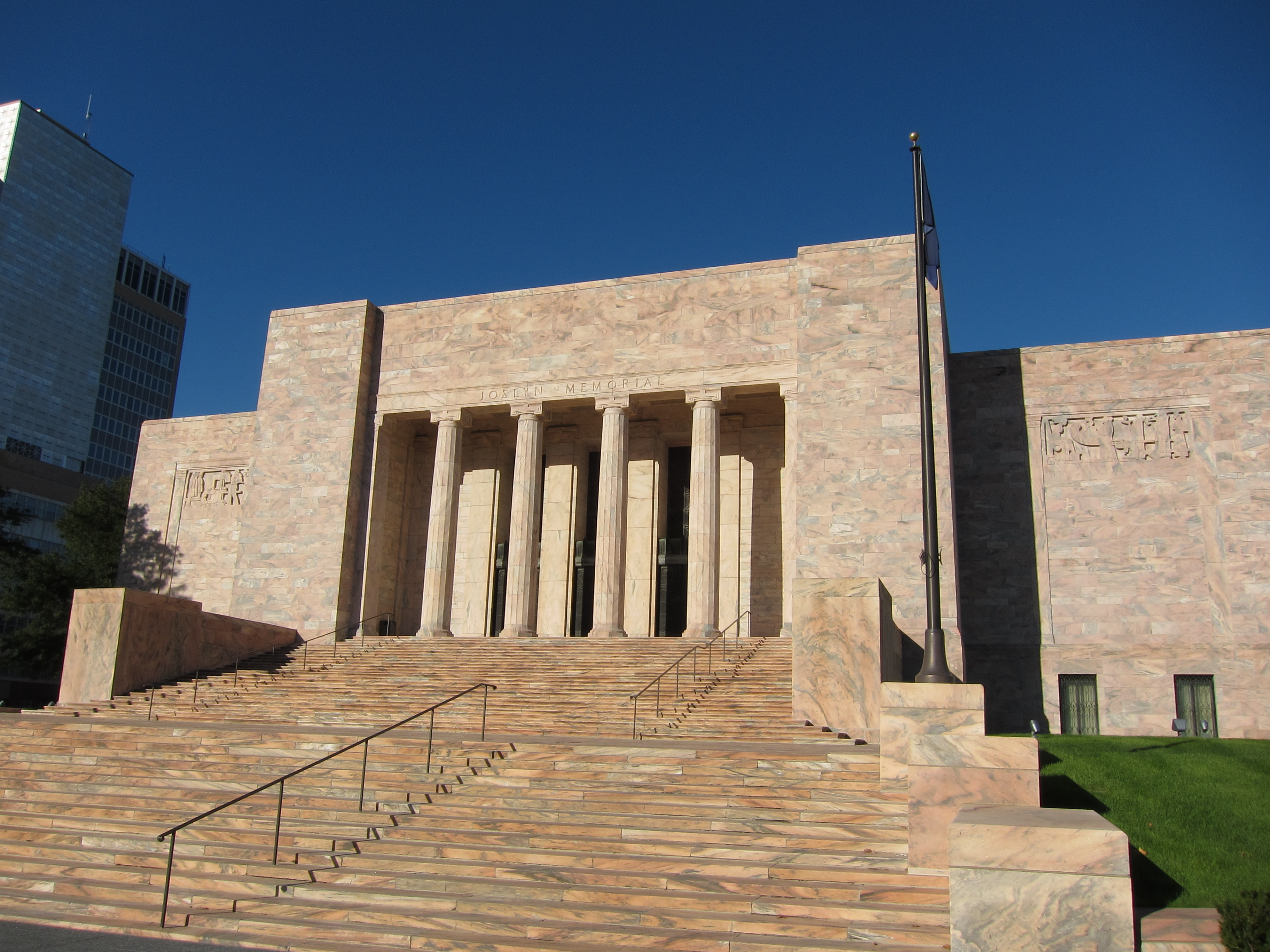
Joslyn Art Museum

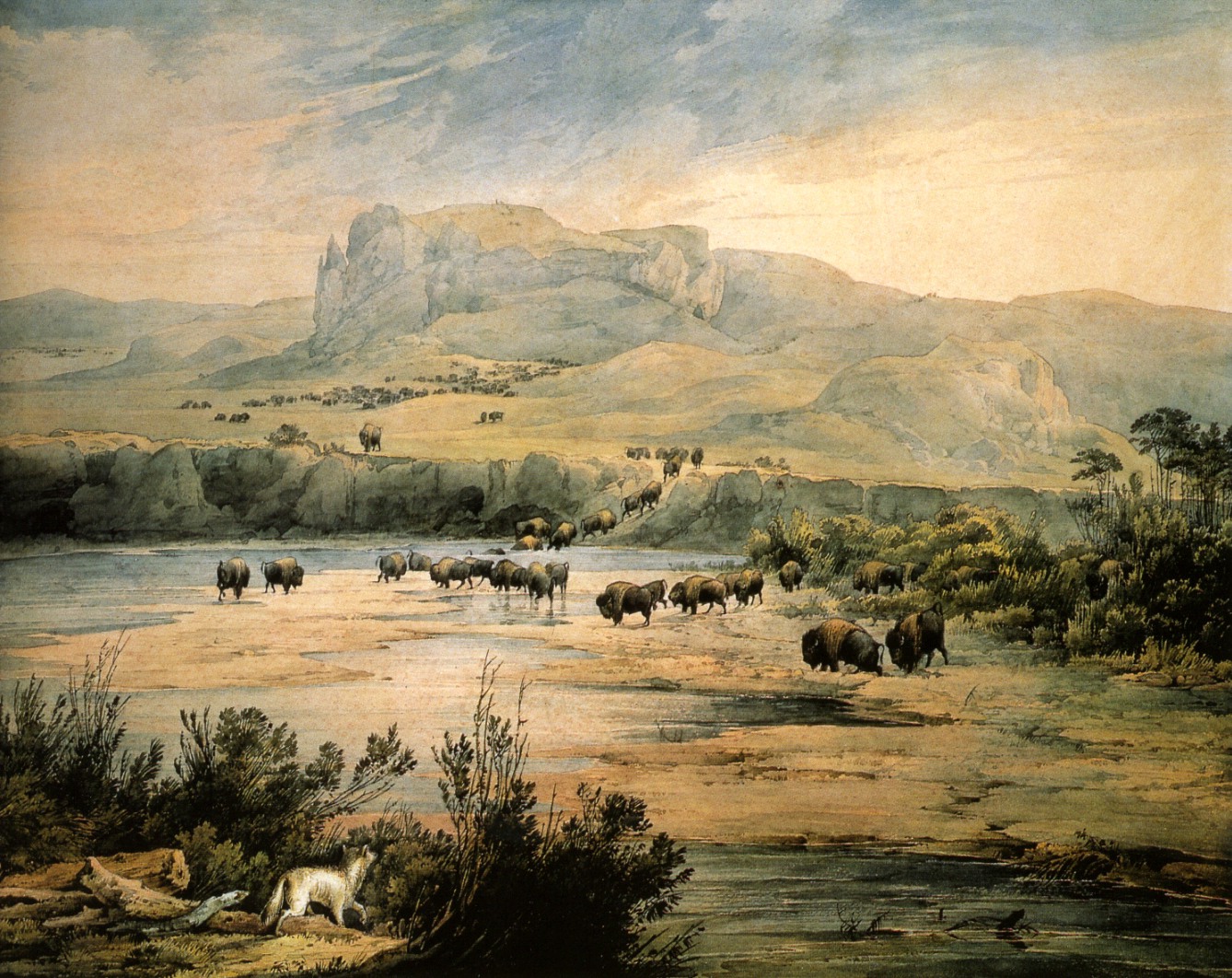
Lanscape with Herd of Buffalo on the Upper Missouri (1833) van Karl Bodmer

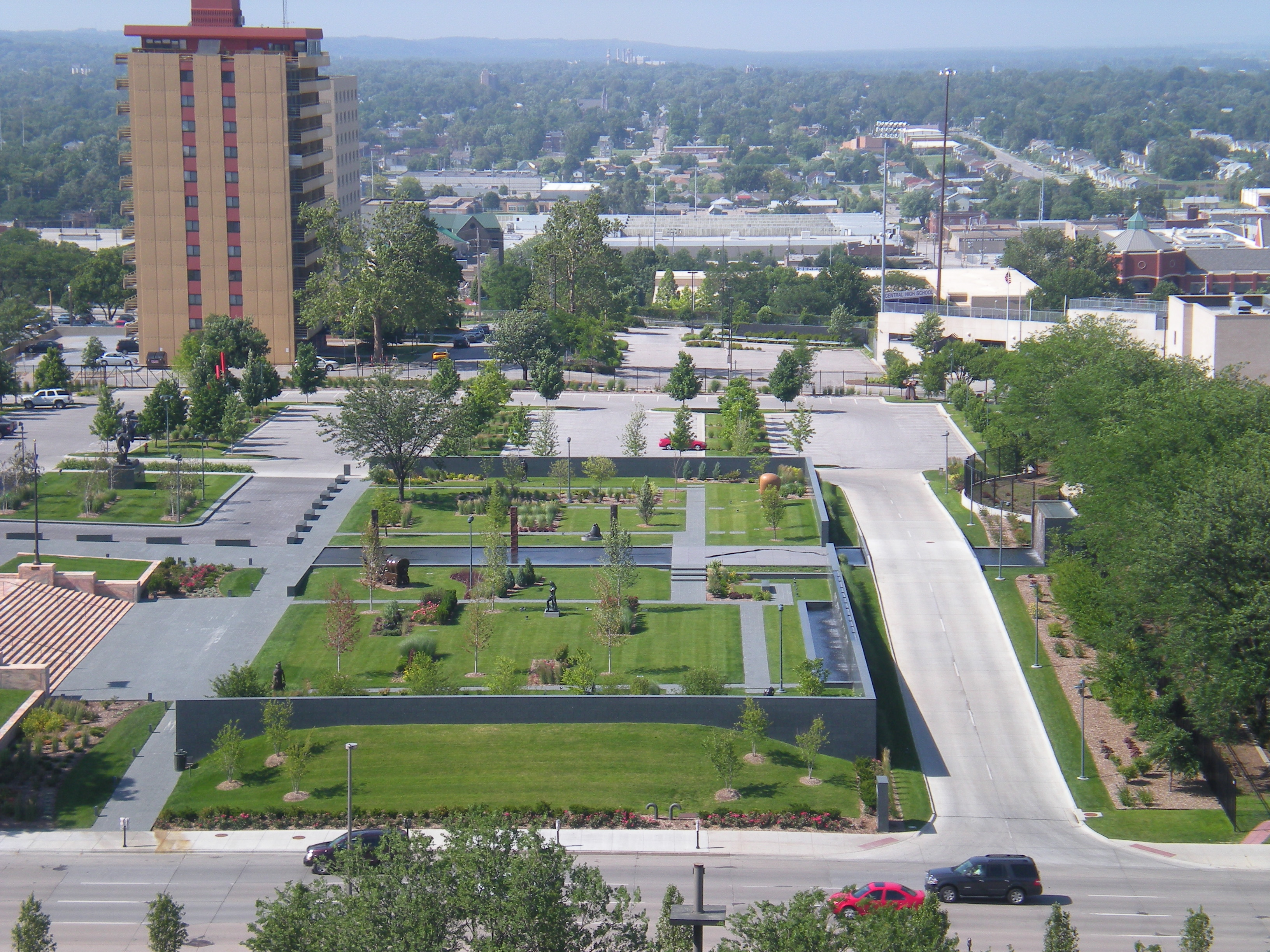
Het beeldenpark

Het Joslyn Art Museum is een museum voor Europese en Amerikaanse kunst in Omaha in de Amerikaanse staat Nebraska. Naast de permanente collectie besteedt het museum ook aandacht aan wisseltentoonstellingen.

## Geschiedenis
Het museum, genoemd naar George A. Joslyn, werd in 1931 aan Dodge Street geopend in een gebouw in de art-decostijl naar een ontwerp van de architecten John en Alan McDonald in het centrum van Omaha. De marmeren (Georgia Pink Marble) gevel van het museum is rijk voorzien van beeldhouwwerk van John David Brcin. Het museum werd in 1994 aanzienlijk uitgebreid met een nieuwbouw van Norman Foster. In 2008 begon de aanleg van het beeldenpark, de Peter Kiewit Foundation Sculpture Garden.

## De collectie
De permanente collectie omvat kunstwerken van de oudheid tot de moderne en hedendaagse tijd, met de nadruk evenwel op de beeldende kunst uit Europa en de Verenigde Staten van de negentiende en de twintigste eeuw.
- Collectie Grieks aardewerk
- Schilderkunst uit de zestiende en de zeventiende eeuw van onder anderen Paolo Veronese, Titiaan, Claude Lorrain en El Greco.
- Schilderkunst uit de negentiende eeuw van onder anderen Eugène Delacroix and Gustave Doré, Jean-Baptiste Corot, Gustave Courbet, Edgar Degas, Claude Monet, Camille Pissarro en Pierre-Auguste Renoir
- Vroege Amerikaanse portretkunst van James Peale en Mather Brown; schilderkunst van de Hudson River School, alsmede van Winslow Homer en Thomas Eakins, Amerikaans impressionisme van Childe Hassam en William Merritt Chase
- Het Amerikaanse Westen: belangrijke collectie werken van Karl Bodmer en Alfred Jacob Miller
- Kunst van de Native Americans
- Schilder- en beeldhouwkunst van de twintigste eeuw van onder anderen Henri Matisse, Stuart Davis, Theodore Roszak, John Sloan, Robert Henri, Donald Judd, Sol LeWitt, Jackson Pollock, Hans Hofmann, Helen Frankenthaler, George Segal en Tom Wesselmann

## Peter Kiewit Foundation Sculpture Garden
Het beeldenpark, dat in 2009 gereed kwam, omvat een collectie van twintig moderne en hedendaagse beeldhouwwerken van Amerikaanse en internationale beeldhouwers, onder anderen van:
- Leonard Baskin met Oedipus at Colonnus
- John David Brcin met Sioux Warrior
- John Raymond Henry met Untitled (1981)
- Tom Otterness met Large Covered Wagon
- Albert Paley met Moment (1991)
- Auguste Rodin met Andrieu d'Andres
- Kenneth Snelson met Tensegrity
- George Sugarman met Yellow Ascending